# Вордер, Энтони
Энтони Кеннеди Вордер (англ. Anthony Kennedy Warder; 1924—2013) — индолог, профессор Школы азиатских исследований Торонтского университета. Автор нескольких научных работ по литературе на языках пали и санскрит и в том числе известного в России Introduction to Pali («Введение в пали») применяемого в качестве учебника на специальных курсах изучения пали при востоковедческих факультетах.
Книгу Introduction to Pali  можно найти и в каталоге Российской государственной библиотеки и в каталоге ВГБИЛ.

## Литература

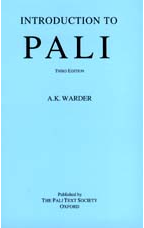